# Ehebaolage
Ehebaolage (kinesiska: 额和宝拉格, 额和宝拉格苏木) är en socken i Kina. Den ligger i den autonoma regionen Inre Mongoliet, i den norra delen av landet, omkring 590 kilometer nordost om regionhuvudstaden Hohhot.
Genomsnittlig årsnederbörd är 444 millimeter. Den regnigaste månaden är juli, med i genomsnitt 109 mm nederbörd, och den torraste är januari, med 5 mm nederbörd.